# Alphonse Le Porché
Alphonse Le Porché est un avocat et homme politique français né le 21 février 1840 à Noyen-sur-Sarthe (Sarthe) et décédé le 2 octobre 1902 à Noyen-sur-Sarthe

## Biographie
Avocat, il est maire de Noyen-sur-Sarthe et conseiller général du canton de Malicorne quand il se présente une première fois aux élections législatives de 1881. Il est battu, mais sera élu l'année suivante lors d'une élection partielle. Il est réélu en 1885, et siège au groupe de la Gauche radicale. Il est battu en 1889 par un candidat boulangiste. Il est élu au Sénat en 1891 et s'inscrit au groupe de la Gauche démocratique, qu'il préside. Réélu en 1900, il meurt en 1902. En parallèle avec sa carrière politique, il continue à exercer comme avocat, plaisant dans de nombreux procès retentissant, dont celui de la duchesse de Chaulnes, jugée pour l'enlèvement de ses enfants.

## Sources
- « Alphonse Le Porché », dans Adolphe Robert et Gaston Cougny, Dictionnaire des parlementaires français, Edgar Bourloton, 1889-1891 [détail de l’édition]
- « Alphonse Le Porché », dans le Dictionnaire des parlementaires français (1889-1940), sous la direction de Jean Jolly, PUF, 1960 [détail de l’édition]